# Carlo Stradella
Carlo Stradella (Asti, 23 aprile 1921 – Asti, 9 maggio 1995) è stato un calciatore italiano.

## Carriera
Crebbe nelle giovanili dell'Asti come attaccante ed esordì in Serie C nella stagione 1940-41; fu ingaggiato per l'anno successivo dall'Alessandria, militandovi per 5 stagioni e partecipando anche in maglia grigia al Campionato Alta Italia del 1944 e ottenendo una promozione in Serie A nel 1945-46. Con 44 reti segnate in gare ufficiali è ancora oggi il quinto giocatore più prolifico nella storia del club piemontese.
Dopo la retrocessione dell'Alessandria in B passò al Livorno per la stagione 1948-49; pur segnando 19 reti in 35 partite non riuscì a evitare alla squadra amaranto la serie cadetta. Vestì dunque la maglia del neopromosso Bari nel 1949-50 prima di andare a chiudere la carriera in C, con il Cosenza.
Morì nel 1995, a 74 anni.

## Palmarès

### Club

#### Competizioni nazionali
- Campionato italiano di Serie B: 1

Alessandria: 1945-1946